# ساسون (شهر)
ساسون (به ترکی استانبولی: Sason) شهری است در کشور ترکیه که در استان باتمان واقع شده‌است. جمعیت این شهر بر اساس سرشماری سال ۲۰۰۸ میلادی ۱۱٬۳۶۳ نفر و بر اساس برآوردهای سال ۲۰۰۹ میلادی ۱۲٬۰۵۳ نفر می‌باشد.